# Pellenz (Verbandsgemeinde)
Pellenz est une Verbandsgemeinde (collectivité territoriale) de l'arrondissement de Mayen-Coblence dans la Rhénanie-Palatinat en Allemagne. Le siège de cette Verbandsgemeinde est dans la ville de Andernach qui ne fait pas partie du territoire de la collectivité.
La Verbandsgemeinde de Pellenz consiste en cette liste d'Ortsgemeinden (municipalités locales) :

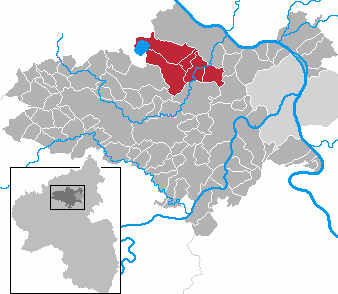
Localisation de la Verbandsgemeinde de Pellenz dans l'arrondissement de Mayen-Coblence

1. Kretz
2. Kruft
3. Nickenich
4. Plaidt
5. Saffig